# Sojat
Sojat è una suddivisione dell'India, classificata come municipality, di 38.877 abitanti, situata nel distretto di Pali, nello stato federato del Rajasthan. In base al numero di abitanti la città rientra nella classe III (da 20.000 a 49.999 persone).

## Geografia fisica
La città è situata a 25° 55' 0 N e 73° 40' 0 E e ha un'altitudine di 256 m s.l.m..

## Società

### Evoluzione demografica
Al censimento del 2001 la popolazione di Sojat assommava a 38.877 persone, delle quali 20.230 maschi e 18.647 femmine. I bambini di età inferiore o uguale ai sei anni assommavano a 6.487, dei quali 3.399 maschi e 3.088 femmine. Infine, coloro che erano in grado di saper almeno leggere e scrivere erano 22.476, dei quali 14.367 maschi e 8.109 femmine.